# Dion Kacuri
Dion Kacuri, né le 11 février 2004 à Baden en Suisse, est un footballeur suisse, qui évolue au poste de milieu central au FC Bâle.

## Biographie

### Origines et formation
Dion Kacuri naît le 11 février 2004 à Baden, dans le canton d'Argovie. Il est le benjamin d'une fratrie de trois enfants. Son père, Naim, et sa mère, Bukurije, sont originaires du Kosovo et tiennent la pizzeria Alla Stazione à Koblenz.
Il fait à partir de 2020, parallèlement à sa carrière sportive, un apprentissage d'employé de commerce à Altstetten, dans le canton de Zurich.

### En club
Il commence le football à l'âge de quatre ans et demi au FC Döttingen, mais rejoint rapidement le Grasshopper Zurich, en 2009, après un entraînement d'essai. Considéré comme un grand espoir du club, il est suivi par plusieurs clubs étrangers depuis son plus jeune âge mais continue sa formation dans son club formateur.
Il joue son premier match en professionnel le 31 octobre 2021, en seconde période, lors d'une rencontre de Super League contre le FC Sion. Au terme du match, son entraîneur décide de l'intégrer à la première équipe.
Kacuri inscrit son premier but en professionnel le 4 septembre 2022, lors d'une rencontre de championnat face au FC Winterthour. Titulaire, il ouvre le score et participe à la victoire de son équipe par trois buts à zéro,. Quelques jours plus tard sa progression est freinée avec une blessure survenue à l'entraînement. Victime d'une d'une fracture du métatarsien, il est absent des terrains pour plusieurs mois,.
Le 7 février 2024, Dion Kacuri signe un contrat avec le FC Bâle courant jusqu'en juin 2028. Il portera le numéro 28,.

### En sélection
Dion Kacuri possède des origines kosovares mais il représente son pays de naissance, la Suisse, en sélection, malgré une offre du Kosovo de le faire directement jouer en équipe nationale. Il commence notamment avec les moins de 18 ans, jouant trois matchs avec cette sélection en 2022, et marquant un but.
Dion Kacuri joue son premier match avec l'équipe de Suisse espoirs le 12 septembre 2023 face à l'Finlande. Il entre en jeu lors de cette rencontre remportée par les siens sur le score de deux buts à un.

### Caractéristiques de joueur
Sa stature (1 m 88 pour 80 kilos) et sa puissance le prédestinent à des rôles offensifs. Selon l'entraîneur Erich Vogel (de), il est doté d'une grande intelligence de jeu qui lui permet de repérer les espaces vides, d'une excellente technique de passe et d'une maîtrise parfaite des dribbles d'évitement.